# Enrique Bunbury

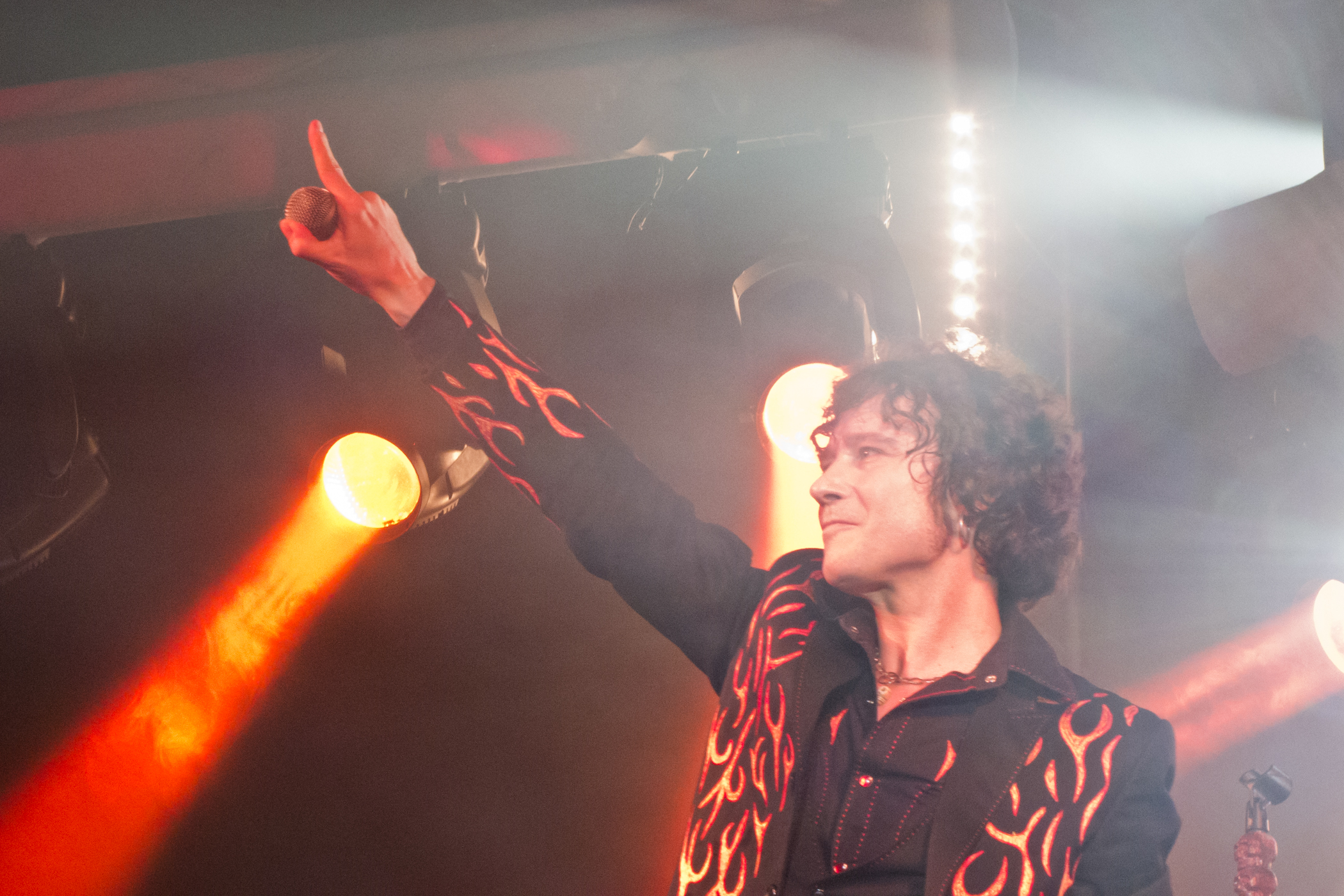
Enrique Bunbury en un concert.

Enrique Ortiz de Landázuri Izarduy, conegut com a Enrique Bunbury o simplement Bunbury (Saragossa, 11 d'agost del 1967) és un músic aragonès.
Va començar tocant el baix en un grup anomenat Rebel Watz i més endavant va ser el vocalista de Proceso Entrópico. En la dècada dels 90 arribà a ser mundialment conegut per ser el cantant d'Héroes del Silencio.

## Héroes Del Silencio
Després de deixar Proceso Entrópico, Bunbury va passar a ser el vocalista d'un grup anomenat Zumo de Vidrio que es va convertir en la llavor d'Héroes del Silencio. En aquesta formació estaven Enrique Bunbury i Juan Valdivia (Segòvia, 3 de desembre de 1965) que al costat de Pedro Andreu, van crear els primers Héroes del Silencio (1984). Enrique Bunbury es va convertint en tota una estrella mediàtica gràcies a l'èxit d'Héroes del Silencio i passa a ser un dels cantants més importants de la música en castellà arreu del món.
Amb el suport de Cachi (DJ de Radio Zaragoza), i del periodista Matías Uribe (columnista musical del Heraldo de Aragón), Héroes del Silencio va començar a donar-se a conèixer. En els seus començaments, aconsegueixen el segon lloc en el concurs de Pop Rock d'Osca, per darrere de Proescritos. Un concert que realitzà Héroes en 1987 en la sala Bruta -en el qual van aconseguir esgotar localitats i deixar a centenars de seguidors fora- posa al quartet en el punt de mira. Gustavo Montesano -ex Olé Olé però abans ex CRUCIS (grup de rock simfònic argentí)- es va fixar en ells i els va aplanar el camí per a signar el seu primer contracte amb la multinacional EMI.
Llavors, es va publicar "Héroe de Leyenda" en 1987 una espècie de Maxisingle-Minielepé, fórmula molt comuna per aquell temps en la indústria discogràfica espanyola amb els grups novells. D'aquest disc es van vendre més de 30.000 còpies en el seu moment i posteriorment es publicaria fins i tot en CD. El problema en aquests primers enregistraments és que Pedro Andreu (el bateria), va ser substituït per una caixa de ritmes rebaixant bastant el nivell de qualitat dels enregistraments. Menys d'un any més tard van publicar el seu primer LP, "El mar no cesa", també produït per Montesano i que immediatament es va convertir en disc de platí. "Mar adentro" o "Flor Venenosa" van passar a ser cançons de referència per a joves de finals dels 80 i principis dels 90. No obstant això, el grup va quedar descontent de la producció d'aquest primer àlbum, degut al fet que quan ells no estaven presents en les sessions, el seu productor introduïa arranjaments amb teclats.
A Calataiud (Saragossa) els va veure l'excomponent de Roxy Music, Phil Manzanera, qui duia algun temps a l'estat espanyol i acabava de produir discos a grups nacionals. Phil es va interessar pels Héroes i després de veure'ls en un concert va decidir apostar per ells. Phil Manzanera produiria "Senderos de Traición" (1990). Queden d'aquest disc èxits com "Entre dos Tierras" o "Maldito Duende". Però cal no oblidar que la companyia per aquell temps ja apostava fort per ells, i a força de llençar el talonari amb les emissores i les televisions la cosa va quallar. Els videoclips també van ajudar a la difusió del disc. Cadenes com Canal+, posarien una vegada i una altra els seus vídeos en espais com el dels 40 o El Gran Musical. Van actuar en playback en programes com "Un, Dos, Tres" amb Jordi Estadella, però es van negar a tocar en uns altres com "Vip Noche" de Telecinco presentat per Emilio Aragón. Els seus primers passos internacionals van ser una aposta modesta i feta a poc a poc a força de recórrer-se països com Alemanya en una furgoneta. L'èxit a l'estranger vindrien més endavant però de forma gradual.
Un concert contra el racisme a Alemanya, on Héroes del Silencio va mostrar la seva personalitat i caràcter sobre l'escenari, els va fer fer un salt enorme en la seva carrera. Els seus components es van donar a conèixer internacionalment cantant les seves cançons en castellà. A Alemanya van aconseguir el disc d'or, també a Itàlia. Van girar per Àustria, Suïssa, Bèlgica i Escandinàvia. Prova d'això és que se'ls va començar a dedicar espai en canals europeus i sud-americans. Després de la bogeria de "Senderos de Traición" i la seva llarga gira per tot el món, Héroes, descansaren més d'un any, en el qual, Bunbury viatjaria a llocs com l'Índia. Suposadament va ser un parèntesi espiritual del que impregna a més d'un tema el seu següent disc quant a sonoritats i textos.
Amb el llançament internacional de "El Espiritu Del Vino",(1993), Héroes del Silencio es va embarcar en una gira que els va dur per més de 20 països. El disc també el produiria Phil Manzanera i comptaria amb una campanya de màrqueting i promoció molt sòlida. Apuntar també que en el llibret interior del disc els textos de les lletres de les cançons venien ja en dos idiomes, castellà i anglès. Héroes volia donar a conèixer les seves cançons cantant en el seu idioma natal però volien ser entesos pel públic de parla no hispana.
El Príncep Felip rebria Héroes del Silencio en audiència i es declararia admirador i seguidor de la seva música. Bunbury a la sortida va declarar sobre la importància que el rock fos reconegut a nivell institucional. Temps més tard, també diria que la foto en la qual surt el grup amb el Príncep només la posaria en el bany de la seva casa.
"Avalancha" (1995) va ser l'últim disc d'estudi d'Héroes del Silencio. Per a aquesta ocasió van comptar amb Bob Ezrin, productor de Pink Floyd, Peter Gabriel o Alice Cooper. El grup experimenta un canvi en el seu so, amb guitarres més dures i textos més directes en alguns moments.
A continuació van realitzar una altra gira mundial que va passar per Estats Units, Mèxic, Argentina, Guatemala i nombrosos països americans i europeus. Després de la publicació de "Parasiempre" (1996), un doble CD en directe, van anunciar la seva separació i un descans indefinit per a iniciar projectes en solitari.
Durant la gira de 1996 (que incloïa concerts de març a setembre) Bunbury, per a qui el tour s'estava convertint en un suplici, va decidir anar gravant maquetes en diferents estudis americans amb la intenció de fer aquests mesos més suportables. En el tram espanyol de la gira, la banda va dur com teloners al grup colombià Aterciopelados, a qui Bunbury els gravaria posteriorment cors en l'àlbum "La pipa de la paz" (1997).
Després d'onze anys sense tocar junts i amb motiu de la commemoració dels 20 anys de les seves gravacions Héroes del Silencio va oferir 10 concerts a l'Estat Espanyol i Amèrica.

## Carrera en solitari
"Radical Sonora" va ser el primer disc en solitari d'Enrique Bunbury el va gravar a Los Angeles, San Juan de Puerto Rico i a la Ciutat de Guatemala. Mesos després va marxar al Marroc amb aquest material i allí va compondre nous temes i va donar forma als quals ja duia sota l'aixella. Amb el suport de Phil Manzanera va marxar a Londres per gravar el disc "Radical Sonora" (1997), el seu àlbum debut com solista. Manzanera va ser el seu productor. El primer disc en solitari d'Enrique el va separar totalment del so d'Héroes. La seva aposta s'acostava a l'electrònica, a la música àrab i al tecno-rock més psicodèlic.
Bunbury va arriscar, volia investigar sobre noves tendències i sobre ell mateix. El resultat va ser dispar. La crítica li va aclamar amb cautela i el públic li va donar l'esquena. En la presentació del disc i de la gira en el Pavelló Príncep Felip de Saragossa, Enrique va ser vituperat i fins i tot, un grup de militants fanàtics d'Héroes li van llançar un tros de llamborda, que suposem no es trobava en lloc del mateix pavelló. Enrique, indignat va arribar dir que li havien amargat el concert. En aquell concert es va escoltar a part de la multitud cridar "Héroes, Héroes"... Deixant a un costat el tema del fonamentalisme musical, cal pensar que parteix del públic d'Héroes i aquest no estava disposat a acceptar el canvi de sonoritat de Bunbury. Enrique va pecar d'autosuficiència i no va tenir en compte que era un canvi molt brusc. La gira de Radical sonora es va convertir en un malson per a Bunbury. Quan va finalitzar el tour per l'Estat Espanyol va sofrir una crisi profunda que fins i tot li va fer plantejar-se abandonar la música. Se sentia incomprès: "Necessite un públic que em faça créixer com a músic, no que em faça tocar tota la vida Entre dos Tierras i al damunt com ho feia amb Héroes".
Va decidir llavors, passat un període no gaire llarg de temps, donar un gir amb "Pequeño" (1999), un àlbum amb aires de cabaret i de sons mediterranis, que va plantejar inicialment com el seu últim àlbum: "Em vaig proposar fer el disc que em sortís, i em va eixir "Pequeño". M'era igual si la gent no ho entenia. Volia fer-lo i si m'havia de retirar, ja que em retirava. Així m'ho vaig plantejar".

## Pequeño
Amb "Pequeño" la cosa va començar a canviar. A pesar del relatiu -més aviat escàs- suport de màrqueting de la seva discogràfica, "Pequeño" va calar en el públic. Cançons com "Infinito" o "El viento a favor" van encimbellar novament Bunbury, que va tornar al primer pla de l'actualitat de no se sap gaire bé què.
Va començar a reconciliar-se amb el públic i va obrir l'espectre no només a joves, sinó també a adults. "Pequeño" va ser disc de platí, com ja ho havia estat "Radical sonora", i amb ell va aconseguir èxit a Mèxic i Argentina, on Bunbury començava a consolidar-se com a figura de culte per a alguns. Entretant, l'artista va rebre una nominació als Grammy Llatins per L'estranger en la categoria de Millor Interpretació Pop Masculina, premi que va anar a parar a les mans de Fito Páez, cantant argentí.
Acabada l'etapa de "Pequeño", Bunbury va anar a Tarragona a compondre el seu tercer disc en estudi. Abans va publicar com a regal per als fans un directe gravat en el Hard Rock Cafè de la Ciutat de Mèxic, "Pequeño Cabaret Ambulante" (2000), amb el qual pretén reflectir l'esperit de "la gira que més he gaudit en la meva vida".

## Flamingo's
L'artista es va prendre gairebé nou mesos per fer un disc complex fins que va néixer "Flamingos" (2002), en el qual hi ha cançons amb més de 150 pistes de so. Li acompanyaven a Avinyonet de Puigventós (Girona) la seva banda de nou músics i es van acostar als estudis de Music Lan molts amics del saragossà. Per allí van passar Jaime Urrutia, Quimi Portet, Shuarma (Elefantes), Carlos Ann, Kepa Junkera, Adrià Puntí, etc. que van ser deixant la seva petjada en un disc dens, marcat per la ruptura matrimonial d'un Bunbury que posa vestit de boxador per a la portada del disc. El missatge és evident: M'han copejat, però tinc ganes d'alçar-me i barallar", d'ací cançons com "Contar con Tigo" o "No se fie". Tot el disc en el seu conjunt és una metàfora cap a la seva tràgica separació, amb lletres molt compromeses.
L'aposta musical de Bunbury dona els seus fruits. És disc d'or de sortida, el llançament és tot un èxit a Mèxic i Argentina, i es penja el cartell de "no hi ha entrades" en els primers concerts a Espanya. En diverses capitals mexicanes es formen cues de més de 4.000 persones perquè Bunbury signés un disc.
Un any i mig de gira. Més de 150 concerts i més de 300.000 discos venuts entre Espanya i Amèrica consoliden la figura d'un artista que ja té alçària d'estrella. Bunbury es va passejar durant 2002 i 2003 pels principals escenaris de Mèxic (Auditorio Nacional), Argentina (Estadio Obras) o Nova York (Central Park). El colofó a l'interminable tour "Flamingos" va ser un DVD que va publicar al setembre de 2003, titulat "Una cita con Flamingos", que recull dos concerts i multitud d'informació sobre la gira més important en la seva carrera.

## El viaje a ninguna parte
En 2004 treu El viaje a ninguna parte, un disc doble en el qual mostra el seu costat més viatger, amb ritmes, música i lletres molt d'acord amb la seva personalitat cosmopolita, destacant autèntiques obres d'art com "Canto (el mismo dolor)". En definitiva, un doble CD que no té desaprofitament. Un dels dos CD El viaje a ninguna parte versió Turisme, està inspirat en el viatge que realitzà cap a Amèrica Central, específicamente Nicaragua, on roman durant mesos. Cançons com "En la pulperia de Lucita" "Palo de Mayo" i "El aragonés Errante" estan repletes de simbolismes típics del país.

## Freak Show
En 2005 va sortir al mercat un CD+DVD del cridat "Freak Show: la película" un disc amb un DVD amb imatges intercalades de diversos dels concerts que va realitzar entre finals del 2004 i principis del 2005 en la gira "Freak Show" on combinava les seves actuacions amb números de circ i actuacions en escenaris paral·lels. Va ser un muntatge costós, idea d'Enrique per a homenatjar el món del circ, fonent-lo amb la seva música. Va ser un immens èxit de crítica i, sobretot, de públic, que va omplir la carpa en totes les ciutats que va visitar, i va vendre milers d'exemplars del CD+DVD publicat.

## 2005, per la meitat
En 2005 i a través de la seva pàgina web Enrique Bunbury anuncia la dissolució del "Huracán Ambulante" (la banda que li va acompanyar durant els últims 8 anys), la cancel·lació de la resta de la seva gira per Espanya i Amèrica i el seu temporal retir (sense data de retorn) dels escenaris. Després d'això va desaparèixer l'oficina de management que gestionava els assumptes de les gires i concerts (Sol & management). Arran d'això es va crear la nova oficina Rock & Chicken, que és gestionada per Nacho Royo principalment, i que ha corregut amb l'organització dels concerts d'Héroes del Silencio de 2007.
En el primer dels dos concerts de comiat que va mantenir del seu gira (Zuera i Cambrils), es va retirar en la cinquena cançó ('Sácame de Aquí', pertanyent al seu disc Flamingos) per a no tornar, suspenent a més el segon i últim concert d'aquesta etapa que tancava. Aquesta era la tercera vegada que no completava una actuació a la província de Saragossa. La primera ocasió va tenir lloc a la sala Oasi de Saragossa. S'havia suspès el primer concert de la gira 2003 a Vila-real i aquest havia de ser el primer de la comentada gira, però en la setena cançó, "Infinito", va abandonar l'escenari i l'actuació es va cancel·lar definitivament. La segona ocasió havia tingut lloc a les festes del Pilar, el dia 12 d'octubre de 2004 en el Passeig de la Independència de Saragossa, quan només va actuar durant una de les dues hores que s'havien estipulat, i no tornà a sortir després del primer descans.
En 2006 treu a la venda Cançons 1996-2006, una recopilació de temes dels seus àlbums en solitari. Durant aquest any, realitza col·laboracions en els discos de diversos grups, com Revòlver o Quique González. També ha col·laborat en l'últim disc/recopilatori de Pereza anomenat "Los Amigos de los Animales".
Enrique participa en el nou vídeo de Jaime Urrutia, "Nada por Aquí". Aquest tema pertany al seu disc "El niño Electrico", on Bunbury va participar també en la cançó esmentada. El videoclip va ser rodat en exteriors, principalment en l'antiga estació de tren d'Entrevías, Madrid.
En 2006 Enrique Bunbury i Nacho Vegas es troben al Puerto de Santa María i fan els videos i fotos promocionals del seu nou treball discogràfic. El títol inicial era Bunbury i Vegas encara que també es va valorar la possibilitat que anés al revés, Vegas i Bunbury. Aquest disc es publica el 18 de setembre de 2006 amb el títol final de "El tiempo de las cerezas".
Es llança com a primer videoclip "Dias extraños", cantada per Nacho Vegas. El videoclip pot visualitzar-se de franc des del web oficial del duo. Posteriorment en la seva signatura d'autògrafs a Ciutat de Mèxic decideix la presentació de cinc concerts per a aquest disc, tots ells en el teatre Metropolitan de la mateixa ciutat, a més, filmaria durant la seva estada el videoclip de "Puta Desagradecida", que servirà per a promocionar el seu disc en terra asteca.

## Retorn d'Héroes del Silencio
Finalment, l'Heraldo d'Aragón va publicar que Héroes del Silencio retornaven per a La Expo 2008. Es van veure al costat de Gonzalo Valdivia (germà de Juan Valdivia -guitarrista del grup-) assajant en el pavelló municipal de Osera d'Ebre. La reunió amb Héroes del Silencio és motiu de l'aniversari de la creació d'Héroes i dels seus primers treballs. A més a més de tocar a Saragossa, també ho faran a Sevilla, Xest (València), Buenos Aires, Guatemala, Los Angeles, Mexico D.F. i Monterrey.
L'expectativa per la volta va ser tal que les entrades tant a Mèxic com a Espanya es van esgotar als dos dies d'haver-se posat en venda l'1 de març (van tardar dos dies perquè la pàgina web en la qual es venien es va col·lapsar i van haver de posposar la venda). Van assolir així un rècord a Mèxic de venda anticipades d'entrades (al voltant de 23 hores), vendes superiors a la primera visita dels Rolling Stones a Mexico, i a bandes de la talla d'Aerosmith.

## Discografia

### En solitari
- Radical Sonora (1997)
- Pequeño (1999)
- Los Singles (5 Cds) (1999)
- Pequeño cabaret ambulante (2000)
- Flamingos (2002)
- Una cita en Flamingos (DVD) (2003)
- El viaje a ninguna parte (2004)
- Bushido (2004)
- Freak Show: la película (DVD+CD) (2005)
- Canciones 1996-2006 (CD+DVD) (2006)
- Bunbury & Vegas: El tiempo de las cerezas (2006)
- Bunbury & Vegas: Gran teatre del Liceu Barcelona -30 de noviembre de 2006- (Dvd, 2007)
- Hellville de Luxe (2008)
- Las Consecuencias (2010)
- Licenciado Cantinas (2011)
- Palosanto (2013)
- Madrid, Área 51 (en directe) (2014)
- MTV Unplugged: El libro de las mutaciones (2015)
- Archivos Vol.1: Tributos y BSOs (recopilatori) (2016)
- Archivos Vol. 2: Duetos (recopilatori) (2016)
- Expectativas (2017)
- Canciones 1987-2017 (recopilatori) (2018)
- California Live!!! (en directe) (2019)
- Pequeño XX (recopilatori) (2019)
- Posible (2020)
- Curso de levitación intensivo (2020)
- El Puerto E.P. (2021)
- Greta Garbo (2023)
- Cuentas pendientes (2025)

### Los Chulis
- Los Chulis Ballad Of A Thin Man - Single (2004).
- Los Chulis Barquito de Nuez - Single (2004).
- Los Chulis En el alambre - Single (2005).
- Los Chulis La Última Curda - Single (2005).
- Los Chulis Hasta Siempre Comandante - Single (2006).
- Los Chulis Principiantes - Single (2006).
- Los Chulis O'Malley del arrabal - Single (2006).
- Los Chulis Rezaré - Single (2006).
- Los Chulis Tragedia - Single (2006).
- Los Chulis Quiero ser como tú (2007)
- Los Chulis Redención (2007)
- Los Chulis Frío (2007)

### Altres projectes en solitari
- Una cita Con Elvis (1998)
- Proyecto Panero (Con Carlos Ann, Bruno Galindo y José María Ponce) (2005)
- Los Chulis (2004, 2005, 2006 y 2007)
- Bushido (Con Carlos Ann, Shuarma d'Elefantes y Morti de Skizoo) (2004)
- Una noche con Panero (2006)

### Amb Héroes del Silencio
- Héroe de Leyenda (1987)
- El Mar No Cesa (1988)
- En directo (1989) Ed. Limitada
- Senderos de traición (1990)
- Senda 91 (1992) (Directo)
- El espíritu del vino (1993)
- Caja especial (1994) Ed. Limitada
- Avalancha (1995)
- Parasiempre (1996) (Directo) (Disco doble)
- Rarezas (1998)
- Edición del Milenio (2000)(Caja de 4 CD's)
- Canciones 1984-1996 (2000) (Disco doble)
- Antología Audiovisual (2004) (DVD + CD)
- El Ruido y la Furia (2005) (DVD + CD)
- El mar no cesa (2006) Ed. Especial 2CD
- Senderos de traición (2006) Ed. Especial 2CD
- El espíritu del vino (2006) Ed. Especial 2CD
- Avalancha (2006) Ed. Especial 2CD
- The Platinum Collection (2006) 3CD + 2DVD
- Héroes del Silencio: Tour 2007 (Deluxe Boxset)

### Produccions
- Los Chulis Frío - Single (2007)
- Los Chulis Redención - Single (2007)
- Los Chulis Quiero ser como tú - Single (2007)
- Bunbury & Vegas El tiempo de las cerezas - 2 CD (2006)
- Los Chulis Tragedia - Single (2006)
- Los Chulis Rezaré - Single (2006)
- Los Chulis O'Malley del arrabal - Single (2006)
- Los Chulis Principiantes - Single (2006)
- Los Chulis Hasta Siempre Comandante - Single (2006)
- Los Chulis La Última Curda - Single (2005)
- Los Chulis En el alambre - Single (2005)
- Bunbury Freak Show - CD + DVD (2005)
- Los Chulis Barquito de Nuez - Single (2004)
- Los Chulis Ballad of a thin man - Single (2004)
- Bunbury El viaje a ninguna parte - 2 CD (2004)
- Bunbury Flamingos - CD (2002)
- Bunbury Pequeño Cabaret Ambulante - CD (2000)
- Elefantes Azul - CD (2000)
- Bunbury Los Singles - 5 CD (1999)
- Bunbury Pequeño - CD (1999)
- Bunbury Radical Sonora - CD (1997)
- Héroes del Silencio Parasiempre - CD (1996)
- Amaral Lo quiero oír de tu boca - Demo (1996)
- Niños del Brasil El Imperio De Los Sentidos - CD (1996)
- Varios artistas Zaragoza Vive - EP (1995)
- Varios artistas Zaragoza Vive - CD (1995)
- Las Novias Todo/Nada Sigue Igual - CD (1994)
- Las Novias Sueños en blanco y negro - CD (1992)
- Héroes del Silencio Senda ´91 - 2 EP (1991)
- Héroes del Silencio En Directo - Mini LP (1989)

### Col·laboracions
- Diversos artistes- Més raons de pes. Tribut a Umpah-Pah (2009)
- Jaime Urrutia: En Joy - (2007)
- Ariel Rot: Dúos, tríos y otras perversiones - CD (2007)
- Raphael: Cerca de ti - CD + DVD (2006)
- Diversos artistes: Podré tornar enrere. El tributo a Sopa de Cabra - CD (2006)
- Diversos artistes: Natural de Aragón - CD (2006)
- Revolver: Básico 3 - CD (2006)
- Quique González: Ajuste de cuentas - CD (2006)
- Pereza: Los amigos de los animales - CD (2006)
- Jaime Urrutia: El muchacho eléctrico - CD (2005)
- Carlos Ann: Descarado - CD (2005)
- Skizoo: Habrá Que Olvidar - Mini LP (2005)
- Los Piratas: Fin de la segunda parte - CD + DVD (2004)
- Diversos artistes: Bambino: Por ti y por nosotros - CD (2004)
- Diversos artistes: Pana, Pijama, Lana: Tributo a El Niño Gusano - CD (2004)
- Diversos artistes: Arde la calle: Un tributo a Radio Futura - CD (2004)
- Andres Cabas Contacto - CD (2003)
- Raphael: De Vuelta - CD (2003)
- Jaime Urrutia, Enrique Bunbury, Andrés Calamaro i Loquillo: ¿Dónde estás? - Single (2002)
- Diversos artistes: Versión Imposible - CD (2002)
- Marta Botía: Cumplir lo prometido - CD (2002)
- Adriá Puntí: María - CD (2002)
- Diversos artistes: Lucien Forever: Homenaje a Serge Gainsbourg - CD (2001)
- Diversos artistes: Aragón Territorio Electrónico - CD (2000)
- Diversos artistes: Cáñamo - CD (2000)
- Diversos artistes: Tu Frialdad: Homenaje a Jesús de la Rosa - CD (2000)
- Elefantes: Azul - CD (2000)
- Diversos artistes: Tributo a Rubén Darío - CD (2000)
- Andrés Calamaro: El Salmón - CD (2000)
- Diversos artistes: Tatuaje - CD (1999)
- Malamente: Malamente - CD (1999)
- Phil Manzanera: Vozero - CD (1999)
- Diversos artistes: Shacky Carmine - CD (1999)
- Puravida: Dondel corazón me lleve - CD (1999)
- Diversos artistes: Outlando's D'Americas: Un tributo a The Police - CD (1998)
- Aterciopelados: La Pipa de la Paz - CD (1996)
- Distrito 14: El cielo lo sabe - CD (1992)
- Niños del Brasil: Del Amor y Del Odio - CD (1989)